# Pêche artisanale en Afrique de l'Ouest

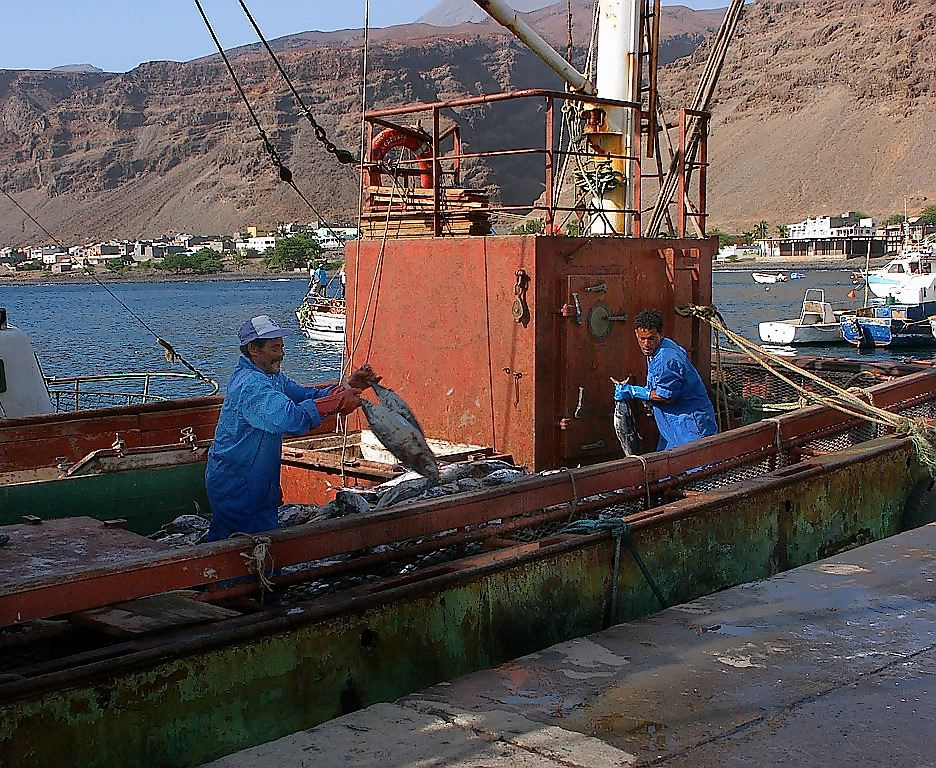
Pêche au thon au Cap-Vert.

En Afrique de l'Ouest, la pêche artisanale occupe des dizaines de milliers de pêcheurs.

## Les principales espèces ciblées

### Lespoissons
- Courbine
- Dorade
- Mulet
- Raie
- Requin
- Sole

### Lesmollusques
- Cymbium
- Murex
- Poulpe
- Seiche

### Lescrustacés
- Langouste

## Les engins de pêche

### Les filets

#### Les filets dormants
Les filets dormants sont des filets maillants, maintenus ancrés qui capturent le poisson en l'absence du pêcheur.
Ils permettent la capture de poissons, langoustes, Yéet (Cymbium)…
Le principe de capture (maillant) pose des problèmes de conservation. Le poisson peut rester maillé pendant longtemps, il meurt puis commence à se décomposer.

### Les pirogues
Il existe différents types de pirogues
- Niominka :
- Lébous :